# آرود
آرود، روستایی از توابع بخش کوهستان شهرستان تنکابن در استان مازندران ایران است. در مسیر جاده سه هزار بعد از روستای قاضی محله یک مسیر انحرافی به پشت کوه وجود دارد که ما را به روستای آرود می رساند.

## جمعیت
این روستا در دهستان سه هزار قرار دارد و براساس سرشماری مرکز آمار ایران در سال ۱۳۸۵، جمعیت آن ۳۰ نفر (۹خانوار) بوده‌است.